# Metropolitana di Tashkent
La metropolitana di Tashkent (in uzbeco Тошкент метро, trasl. Toshkent metro; in russo Ташкентское метро, trasl. Taškentskoe metro) è il sistema di trasporto rapido della città di Tashkent, la capitale dell'Uzbekistan. Aperta nel 1977, fu la sesta metropolitana nell'Unione Sovietica.

## Linee e stazioni
| Linea  | Linea      | Apertura | Lunghezza | Stazioni |
| ------ | ---------- | -------- | --------- | -------- |
| 1      | Chilonzor  | 1977     | 23,7 km   | 17       |
| 2      | Ozbekiston | 1984     | 14,3 km   | 11       |
| 3      | Yunusobod  | 2001     | 10,5 km   | 8        |
| 4      | Halqa      | 2020     | 18 km     | 12       |
| Totale | Totale     | Totale   | 66,5 km   | 48       |

## Storia
I progetti della metropolitana di Tashkent iniziarono nel 1968, due anni dopo un grande terremoto che colpì la città nel 1966. La costruzione della prima linea è iniziata nel 1972 ed è stata aperta il 6 novembre 1977, con nove stazioni. La linea è stata estesa nel 1980, e fu aggiunta una seconda linea nel 1984. La terza linea è stata inaugurata nel 2001 mentre la quarta, la più recente, è stata inaugurata nel 2020.